# Muchów
Muchów is een plaats in het Poolse district  Jaworski, woiwodschap Neder-Silezië. De plaats maakt deel uit van de gemeente Męcinka en telt 170 inwoners.